# 419 (číslo)
Čtyři sta devatenáct je přirozené číslo. Následuje po číslu čtyři sta osmnáct a předchází číslu čtyři sta dvacet. Římskými číslicemi se zapisuje CDXIX a řeckými číslicemi υιθ.

## Matematika
419 je:
- Deficientní číslo
- Nešťastné číslo
- Prvočíslo Sophie Germainové

## Astronomie
- (419) Aurelia je planetka hlavního pásu, kterou objevil v roce 1896 Max Wolf

## Ostatní
- Podvod 419 je označení pro podvodné emaily, které se snaží z důvěřivých adresátů vymámit peníze příslibem snadného zisku.[1] Název je odvozen od čísla paragrafu pro podvod v trestním zákoníku Nigérie, odkud původně často tyto emaily pocházely.

## Roky
- 419
- 419 př. n. l.